# María Aparicio Calzada
María Aparicio Calzada, née le 6 janvier 1981, est une femme politique espagnole membre du Parti populaire.

## Biographie

### Vie privée
Elle est célibataire.

### Profession
María Aparicio Calzada est avocate.

### Carrière politique
Le 20 décembre 2015, elle est élue sénatrice pour La Corogne au Sénat et réélue en 2016.